# ATC-kod C07: Betareceptorblockerande medel
ATC-kod C07: Betareceptorblockerande medel är en del av klassificeringssystemet ATC (Anatomical Therapeutic Chemical Classification System) för läkemedel och vissa andra medicinska produkter. ATC utvecklas av WHO och består av alfanumeriska koder indelade i grupper utifrån anatomi, medicinsk funktion och läkemedelstyp på 5 olika kodnivåer. Denna sida utgör innehållet i en specifik grupp på nivå 2.

## C07ABetareceptorblockerande medel

### C07AA Betareceptorblockerande medel, icke-selektiva
C07AA01 Alprenolol
C07AA02 Oxprenolol
C07AA03 Pindolol
C07AA05 Propranolol
C07AA06 Timolol
C07AA07 Sotalol
C07AA12 Nadolol
C07AA14 Mepindolol
C07AA15 Carteolol
C07AA16 Tertatolol
C07AA17 Bopindolol
C07AA19 Bupranolol
C07AA23 Penbutolol
C07AA27 Kloranolol
C07AA57 Sotalol, kombinationer

### C07AB Betareceptorblockerande medel, selektiva
C07AB01 Praktolol
C07AB02 Metoprolol
C07AB03 Atenolol
C07AB04 Acebutolol
C07AB05 Betaxolol
C07AB06 Bevantolol
C07AB07 Bisoprolol
C07AB08 Celiprolol
C07AB09 Esmolol
C07AB10 Epandol
C07AB11 S-atenolol
C07AB12 Nebivolol
C07AB13 Talinolol
C07AB52 Metoprolol, kombinationer

### C07AG Alfa- och betareceptorblockerande medel
C07AG01 Labetalol
C07AG02 Karvedilol

## C07BBetareceptorblockerande medelochtiazider

### C07BA Betareceptorblockerande medel, icke-selektiva, och tiazider
C07BA02 Oxprenolol och tiazider
C07BA05 Propranolol och tiazider
C07BA06 Timolol och tiazider
C07BA07 Sotalol och tiazider
C07BA12 Nadolol och tiazider
C07BA68 Metipranolol och tiazider, kombinationer

### C07BB Betareceptorblockerande medel, selektiva, och tiazider
C07BB02 Metoprolol och tiazider
C07BB03 Atenolol och tiazider
C07BB04 Acebutolol och tiazider
C07BB06 Bevantolol och tiazider
C07BB07 Bisoprolol och tiazider
C07BB52 Metoprolol och tiazider, kombinationer

### C07BG Alfa- och betareceptorblockerande medel och tiazider
C07BG01 Labetalol och tiazider

## C07CBetareceptorblockerande medeloch övrigadiuretika

### C07CA Betareceptorblockerande medel, icke-selektiva, och övriga diuretika
C07CA02 Oxprenolol och övriga diuretika
C07CA03 Pindolol och övriga diuretika
C07CA17 Bopindolol och övriga diuretika
C07CA23 Penbutolol och övriga diuretika

### C07CB Betareceptorblockerande medel, selektiva, och övriga diuretika
C07CB02 Metoprolol och övriga diuretika
C07CB03 Atenolol och övriga diuretika
C07CB53 Atenolol och övriga diuretika, kombinationer

### C07CG Alfa- och betareceptorblockerande medel och övriga diuretika
C07CG01 Labetalol och övriga diuretika

## C07DBetareceptorblockerande medel,tiazideroch övrigadiuretika

### C07DA Betareceptorblockerande medel, icke-selektiva, tiazider och övriga diuretika
C07DA06 Timolol, tiazider och övriga diuretika

### C07DB Betareceptorblockerande medel, selektiva, tiazider och övriga diuretika
C07DB01 Atenolol, tiazider och övriga diuretika

## C07EBetareceptorblockerande medelochkärlvidgande medel

### C07EA Betareceptorblockerande medel, icke-selektiva, och kärlvidgande medel
Inga undergrupper.

### C07EB Betareceptorblockerande medel, selektiva, och kärlvidgande medel
Inga undergrupper.

## C07FBetareceptorblockerande medeloch övrigaantihypertensiva medel

### C07FA Betareceptorblockerande medel, icke-selektiva, och övriga antihypertensiva medel
C07FA05 Propranolol och övriga antihypertensiva medel

### C07FB Betareceptorblockerande medel, icke-selektiva, och övriga antihypertensiva medel
C07FB02 Metoprolol och övriga antihypertensiva medel
C07FB03 Atenolol och övriga antihypertensiva medel

### Engelska
- WHO Collaborating Centre for Drug Statistics Methodology - ATC Index
- WHO Collaborating Centre for Drug Statistics Methodology - ATCvet Index

### Svenska
- SIL online
- FASS.se - ATC
- FASS.se - Veterinär-ATC
- Sök läkemedelsfakta - Läkemedelsverket
- Socialstyrelsen : Klassifikationer
- Nationellt produktregister för läkemedel - NPL